# Tahesjön
Tahesjön är en sjö i Jönköpings kommun i Småland och ingår i Lagans huvudavrinningsområde. Sjön är 6,3 meter djup, har en yta på 0,217 kvadratkilometer och befinner sig 223 meter över havet. Sjön avvattnas av vattendraget Lagan. Vid provfiske har abborre, mört och sutare fångats i sjön.

## Delavrinningsområde
Tahesjön ingår i det delavrinningsområde (638983-140044) som SMHI kallar för Utloppet av Eckern. Medelhöjden är 228 meter över havet och ytan är 35,45 kvadratkilometer. Det finns inga delavrinningsområden uppströms utan avrinningsområdet är högsta punkten. Lagan som avvattnar avrinningsområdet har biflödesordning 2, vilket innebär att vattnet flödar genom totalt 2 vattendrag innan det når havet efter 227 kilometer. Delavrinningsområdet består mestadels av skog (67 %) och sankmarker (12 %). Avrinningsområdet har 3,11 kvadratkilometer vattenytor vilket ger avrinningsområdet en sjöprocent på 8,8 %.